# Édith Tavert-Kloeckner
Édith Tavert-Kloeckner, née le 24 février 1929 à Clermont-Ferrand et morte le 10 mars 2022 à Lezoux, est une ancienne joueuse française de basket-ball, devenue entraîneuse par la suite, puis présidente du club de l'AS Montferrand.

## Biographie

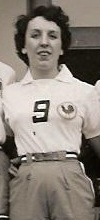
Édith Tavert-Kloeckner en 1953.

Édith Tavert faisait partie de la brillante équipe de France d'après guerre (années 1950), dont elle était l'une des joueuses principales aux côtés de Anne-Marie Colchen et Ginette Mazel. C'est avec cette équipe qu'elle parvient à remporter la médaille de bronze lors du championnat du monde 1953 au Chili. Battue par les locales (45-35) et les États-Unis (41-37), mais remportant les matchs contre le Pérou (61-22), le Brésil (49-37), le Paraguay (58-27) et l'Argentine (48-26), la France se classe troisième (au point-average, derrière le Chili mais devant le Brésil).
Après avoir mis fin à sa carrière de joueuse, elle prend les rênes de son club de toujours, l'AS Montferrand. Mais elle est remerciée par l'encadrement du club en 1964 pour avoir pris part à une réunion de l'Amicale des entraîneurs d'athlétisme à Paris alors que son équipe se rendait à Marseille pour y disputer un match. Ce forfait est jugé inacceptable pour le club qui la licencie. Plusieurs des joueuses qui étaient sous ses ordres à l'ASM démissionnent alors pour la suivre. Elle rejoignent le Clermont Université Club, qui ne disposait pas de section féminine de basket-ball à cette époque. La fédération ne pouvant pas faire d'exception, même pour une équipe entraînée par une ex-internationale et ayant en son sein 3 joueuses de l'équipe de France. Le club devra donc faire ses preuves deux ans en niveau régional, avant d'atteindre la Nationale 1 où il atteindra la finale du championnat dès sa première saison. Commencera alors l'épopée du CUC, dont Tavert a déclenché l'amorce avant de céder sa place à Joë Jaunay.
Elle prendra ensuite la présidence de l'AS Montferrand.
Durant sa carrière de joueuse, elle évolue sous le maillot bleu de équipe de France à 63 reprises, entre le 3 décembre 1949 contre la Belgique à Bruxelles et le 13 février 1960, de nouveau contre la Belgique, à Paris. Sous le maillot bleu, elle inscrit 475 points.
Elle meurt le 10 mars 2022 à l'âge de 93 ans,.

## Palmarès

### Joueuse
En club
- Championne de France : 1958, 1959, 1962
- Vainqueur de la Coupe de France : 1957, 1958

En sélection
- Médaille de bronze au championnat du monde 1953

Distinctions personnelles
- Officier du mérite sportif : 1962
- Chevalier des Palmes académiques : 1986
- Membre de l'Académie du basket-ball français : 2006
- Médaille d'or de la FFBB
- Ordre national du Mérite : 2002
- Chevalier dans l'Ordre National de la Légion d'Honneur : 11/09/2009

### Entraîneuse
- Championne de France : 1968, 1969